# Diocesi di Tarnów

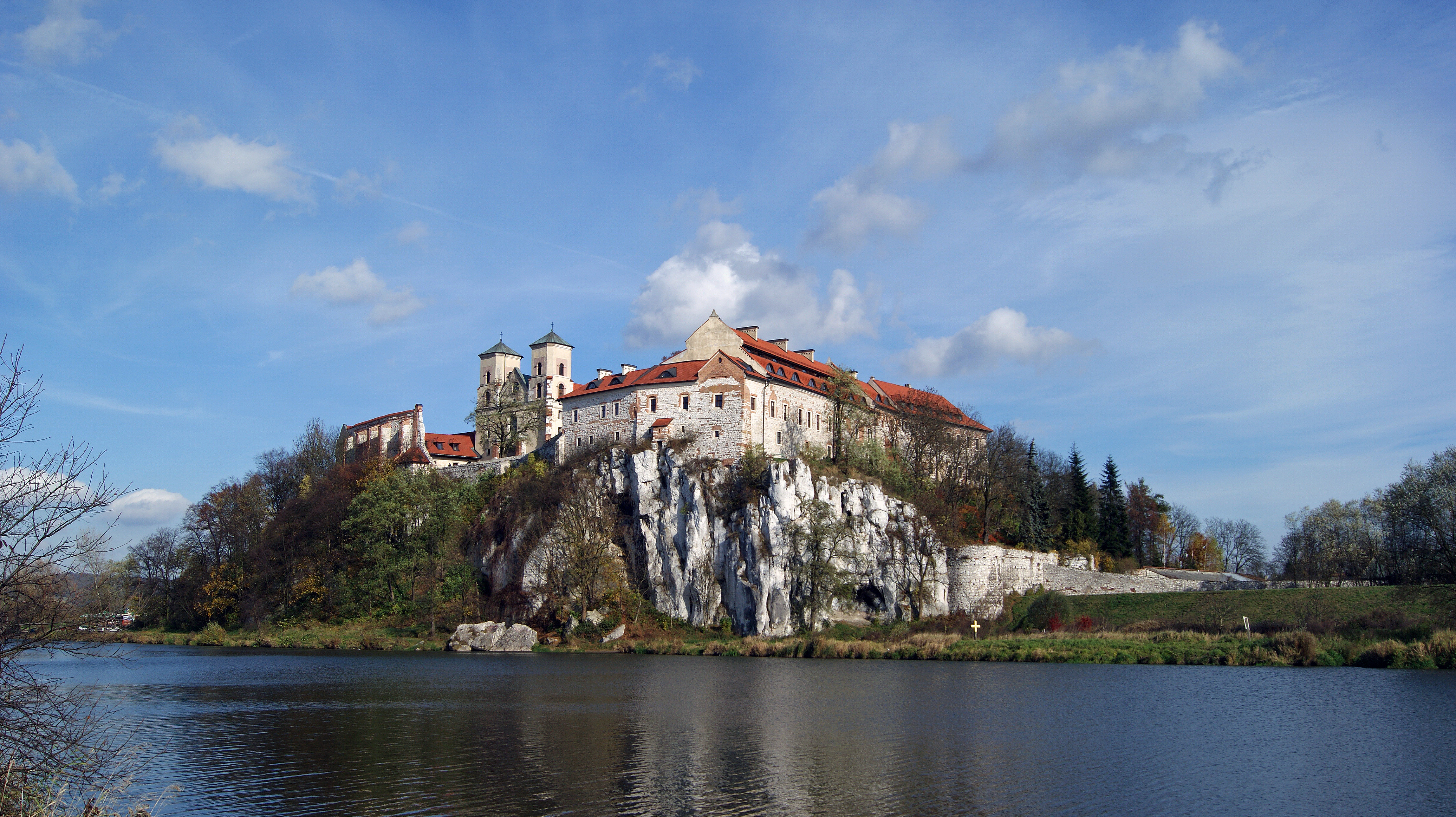
Il monastero benedettino di Tyniec e la chiesa abbaziale dei Santi Pietro e Paolo, che fu cattedrale della diocesi di Tyniec dal 1821 al 1826.

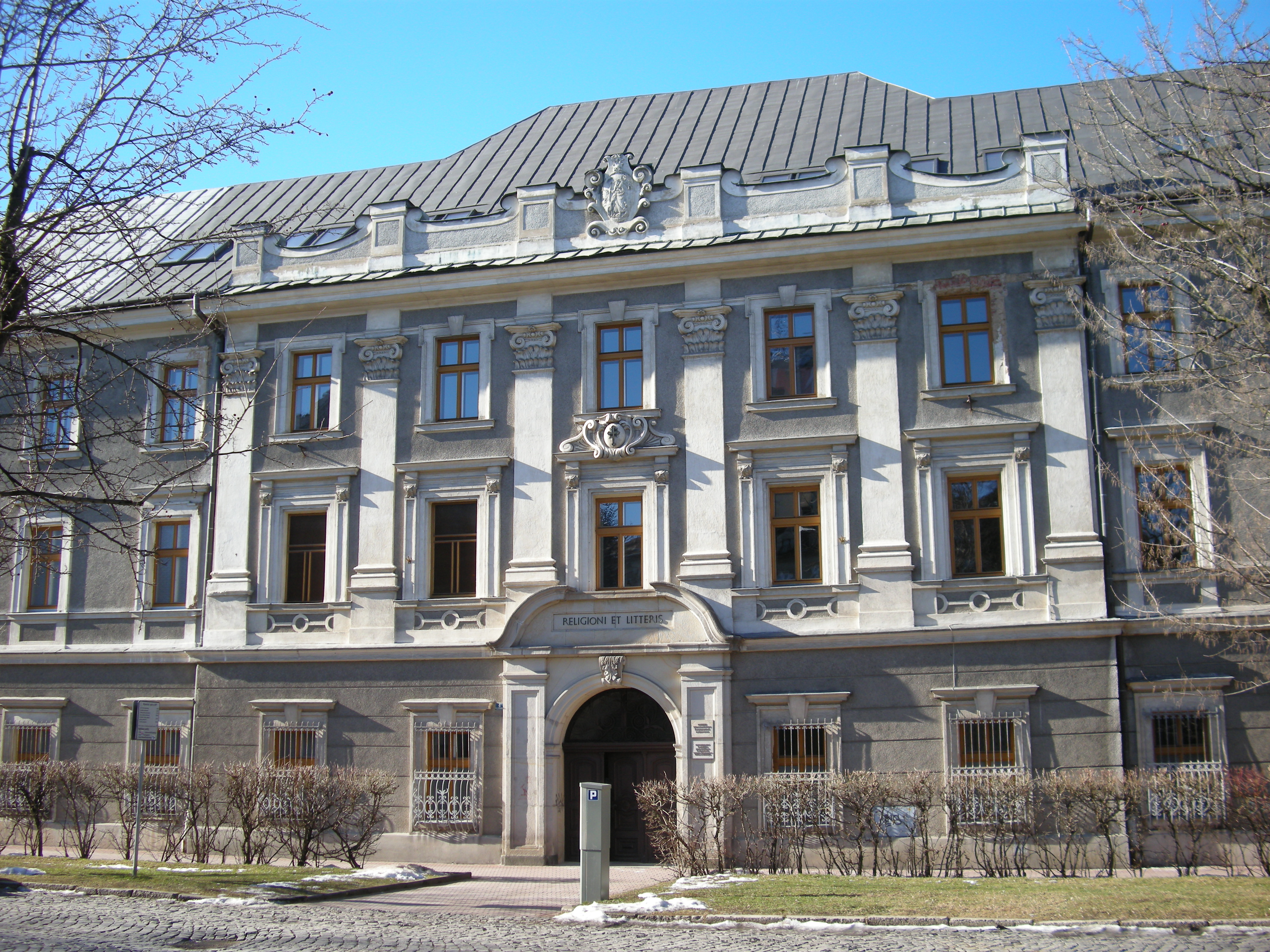
Il seminario diocesano.

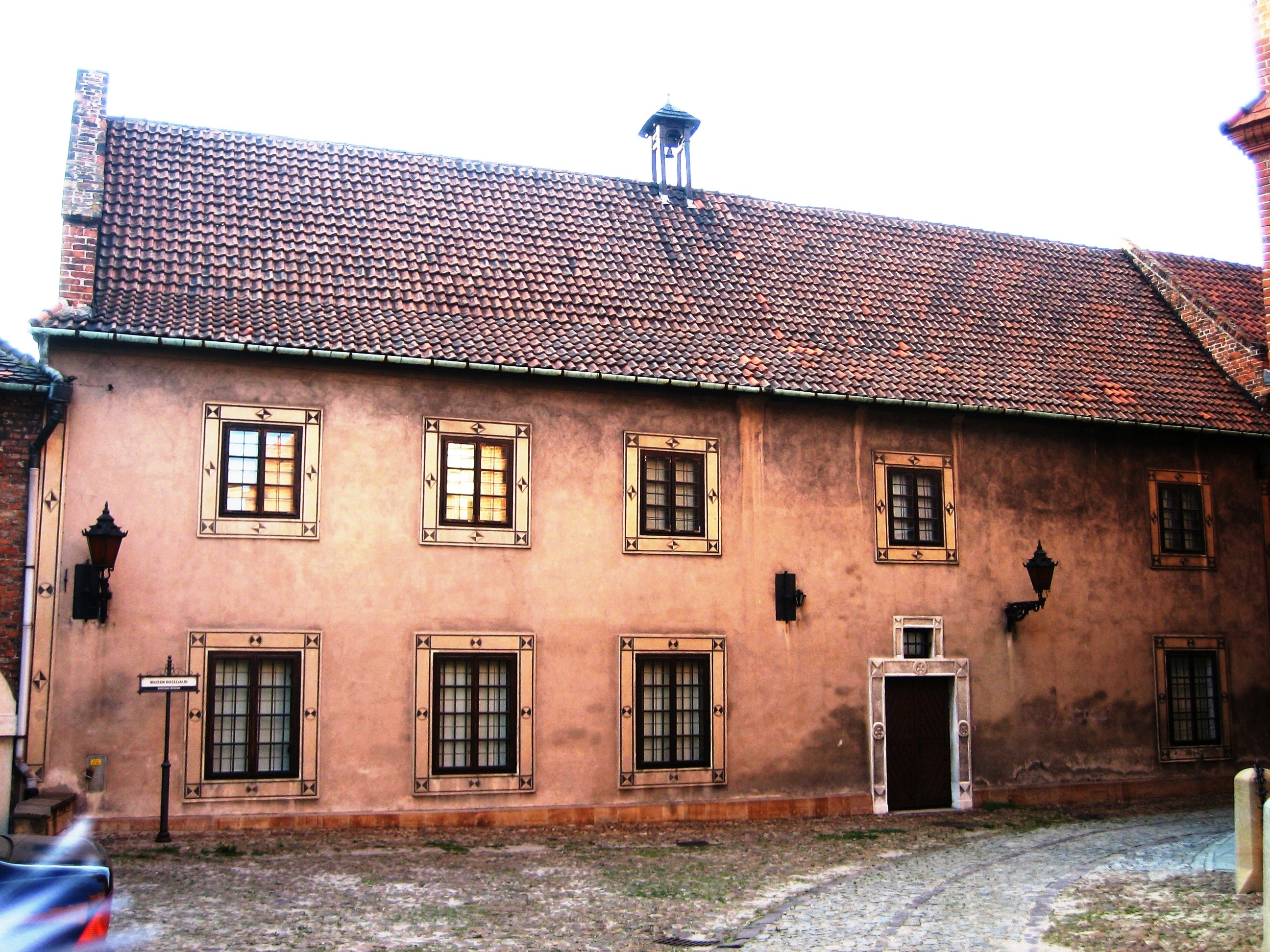
La sede del museo diocesano.

La diocesi di Tarnów (in latino Dioecesis Tarnoviensis) è una sede della Chiesa cattolica in Polonia suffraganea dell'arcidiocesi di Cracovia. Nel 2022 contava 1.105.524 battezzati su 1.111.907 abitanti. È retta dal vescovo Andrzej Jeż.

## Territorio
La diocesi comprende la parte orientale del voivodato della Piccola Polonia e il distretto di Mielec nella parte orientale del Voivodato della Precarpazia.
Sede vescovile è la città di Tarnów, dove si trova la cattedrale dell'Assunzione di Maria Vergine. In diocesi sorgono 7 basiliche minori:
- la basilica di Nostra Signora dei Dolori a Limanowa;
- la basilica collegiata di Santa Margherita a Nowy Sącz;
- la basilica di San Nicola a Bochnia;
- la basilica di Santa Maria Maddalen e San Stanislao a Szczepanów;
- la basilica di San Matteo Apostolo ed Evangelista a Mielec;
- la basilica della Visitazione della Beata Vergine Maria a Tuchów;
- la basilica di San Caterina d'Alessandria a Grybów.

Il territorio si estende su 7.566 km² ed è suddiviso in 43 decanati e 454 parrocchie.

## Storia
Nei suoi primi 40 anni di vita, la storia della diocesi di Tarnów fu condizionata fortemente dai successivi e repentini cambiamenti geopolitici che videro coinvolti la Polonia e la regione di Cracovia.
La diocesi di Tarnów, suffraganea dell'arcidiocesi di Leopoli, fu canonicamente eretta il 13 marzo 1786 da papa Pio VI con la bolla In suprema Beati Petri. Il Papa riconobbe essenzialmente l'erezione della diocesi fatta dall'imperatore Giuseppe II il 20 settembre 1783 con quella parte della diocesi di Cracovia che in seguito alla prima spartizione della Polonia era stata assegnata al nuovo Regno di Galizia e Lodomiria (un dominio degli Asburgo-Lorena), ossia i territori a sud della Vistola. Il primo vescovo di Tarnów, eletto dall'imperatore, non ottenne mai il riconoscimento della Santa Sede.
Il 13 giugno 1805, con la bolla Indefessum personarum di papa Pio VII, il capitolo della cattedrale fu trasferito a Kielce, a nord della Vistola, dove fu contestualmente eretta una nuova diocesi. Il 24 settembre successivo, con la bolla Operosa atque indefessa del medesimo papa, il territorio della diocesi di Tarnów fu diviso fra le diocesi di Cracovia e di Przemyśl. Con questi provvedimenti fu soppressa la diocesi di Tarnów.
In seguito al congresso di Vienna e alla nascita della repubblica di Cracovia, la diocesi di Cracovia si trovò nuovamente divisa. Nei territori dipendenti dall'impero (a sud della Vistola), il 20 settembre 1821, per effetto della bolla Studium paterni affectus di Pio VII, fu eretta la nuova diocesi di Tyniec (oggi sobborgo di Cracovia, sede di una storica abbazia), anch'essa suffraganea di Leopoli, la cui sede cinque anni più tardi, il 23 aprile 1826, fu traslata a Tarnów con la bolla Sedium episcopalium translationes di papa Leone XII.
Il 20 gennaio 1880 furono rivisti e precisati i confini con la vicina diocesi di Cracovia.
Il 28 ottobre 1925 in forza della bolla di papa Pio XI Vixdum Poloniae unitas i confini della diocesi subirono alcune variazioni; contestualmente la diocesi entrò a far parte della provincia ecclesiastica dell'arcidiocesi di Cracovia.
Il 25 marzo 1992 ha ceduto una porzione del suo territorio, corrispondente a 49 parrocchie, a vantaggio dell'erezione della diocesi di Rzeszów e un'altra porzione di territorio alla diocesi di Sandomierz.

## Cronotassi dei vescovi
Si omettono i periodi di sede vacante non superiori ai 2 anni o non storicamente accertati.
- Jan Duwall † (1783 - 1785) (vescovo eletto)

- Florian Amand z Janówka Janowski † (3 aprile 1786 - 4 gennaio 1801 deceduto)
  - Sede vacante (1801-1805)
  - Sede soppressa (1805-1822)
- Gregorius Thomas Ziegler, O.S.B. † (5 febbraio 1822 - 25 giugno 1827 nominato vescovo di Linz)
  - Sede vacante (1827-1831)
- Ferdinand Maria von Chotek † (30 settembre 1831 - 24 febbraio 1832 nominato arcivescovo di Olomouc)
- František Pištěk † (24 febbraio 1832 - 1º febbraio 1836 nominato arcivescovo di Leopoli)
- Franciszek Ksawery Zachariasiewicz † (1º febbraio 1836 - 13 luglio 1840 nominato vescovo di Przemyśl)
- Józef Grzegorz Wojtarowicz † (13 luglio 1840 - 15 luglio 1850 dimesso)
- Józef Alojzy Pukalski † (15 marzo 1852 - 5 gennaio 1885 deceduto)
- Ignacy Łobos † (15 gennaio 1886 - 15 aprile 1900 deceduto)
- Leon Wałęga † (15 aprile 1901 - 4 maggio 1932 dimesso[7])
- Franciszek Lisowski † (27 gennaio 1933 - 3 giugno 1939 deceduto)
  - Sede vacante (1939-1946)
- Jan Stepa † (4 marzo 1946 - 28 maggio 1959 deceduto)
  - Sede vacante (1959-1962)
- Jerzy Karol Ablewicz † (26 febbraio 1962 - 31 marzo 1990 deceduto)
- Józef Mirosław Życiński † (29 settembre 1990 - 14 giugno 1997 nominato arcivescovo di Lublino)
- Wiktor Paweł Skworc (13 dicembre 1997 - 29 ottobre 2011 nominato arcivescovo di Katowice)
- Andrzej Jeż, dal 12 maggio 2012

## Statistiche
La diocesi nel 2022 su una popolazione di 1.111.907 persone contava 1.105.524 battezzati, corrispondenti al 99,4% del totale.
| anno | popolazione | popolazione | popolazione | presbiteri | presbiteri | presbiteri | presbiteri                | diaconi | religiosi | religiosi | parrocchie |
| anno | battezzati  | totale      | %           | numero     | secolari   | regolari   | battezzati per presbitero | diaconi | uomini    | donne     | parrocchie |
| ---- | ----------- | ----------- | ----------- | ---------- | ---------- | ---------- | ------------------------- | ------- | --------- | --------- | ---------- |
| 1950 | 979.795     | 982.000     | 99,8        | 684        | 614        | 70         | 1.432                     |         | 70        | 1.156     | 310        |
| 1970 | 1.122.000   | 1.132.000   | 99,1        | 990        | 855        | 135        | 1.133                     |         | 167       | 1.352     | 356        |
| 1980 | 1.178.000   | 1.185.000   | 99,4        | 1.114      | 966        | 148        | 1.057                     |         | 264       | 1.350     | 402        |
| 1990 | 1.305.000   | 1.315.000   | 99,2        | 1.289      | 1.133      | 156        | 1.012                     |         | 294       | 1.372     | 477        |
| 1999 | 1.116.240   | 1.119.740   | 99,7        | 1.260      | 1.129      | 131        | 885                       |         | 228       | 1.158     | 437        |
| 2000 | 1.116.600   | 1.119.600   | 99,7        | 1.237      | 1.112      | 125        | 902                       |         | 196       | 1.133     | 438        |
| 2001 | 1.121.200   | 1.124.700   | 99,7        | 1.277      | 1.142      | 135        | 877                       |         | 199       | 1.155     | 438        |
| 2002 | 1.121.252   | 1.126.920   | 99,5        | 1.301      | 1.153      | 148        | 861                       |         | 213       | 1.115     | 436        |
| 2003 | 1.124.125   | 1.139.951   | 98,6        | 1.318      | 1.176      | 142        | 852                       |         | 191       | 1.106     | 442        |
| 2004 | 1.128.115   | 1.134.319   | 99,5        | 1.334      | 1.184      | 150        | 845                       |         | 227       | 1.105     | 442        |
| 2010 | 1.115.647   | 1.122.583   | 99,4        | 1.415      | 1.266      | 149        | 788                       |         | 203       | 1.080     | 447        |
| 2014 | 1.091.829   | 1.097.279   | 99,5        | 1.455      | 1.307      | 148        | 750                       |         | 175       | 970       | 450        |
| 2017 | 1.111.156   | 1.115.900   | 99,6        | 1.438      | 1.289      | 149        | 772                       |         | 194       | 950       | 452        |
| 2020 | 1.099.345   | 1.130.130   | 97,3        | 1.481      | 1.342      | 139        | 742                       |         | 184       | 952       | 454        |
| 2022 | 1.105.524   | 1.111.907   | 99,4        | 1.415      | 1.285      | 130        | 781                       |         | 170       | 930       | 454        |